# Alcippe klossi
Az Alcippe klossi a madarak osztályának verébalakúak (Passeriformes) rendjébe és a Pellorneidae családjába tartozó faj.

## Rendszerezése
A fajt Jean Theodore Delacour és Pierre Jabouille  írta le 1919-ben, Alcippe castaneiceps klossi néven. Besorolás vitatott, egyes szervezetek a Schoeniparus nembe sorolják Schoeniparus klossi néven. Sorolták a Pseudominla nembe Pseudominla klossi néven is.

## Előfordulása
Délkelet-Ázsiában, Vietnám területén honos. A természetes élőhelye a szubtrópusi vagy trópusi síkvidéki és hegyi esőerdők és magaslati cserjések. Állandó, nem vonuló faj.

## Megjelenése
Testhossza 12-12,5 centiméter.

## Életmódja
Valószínűleg gerinctelenekkel táplálkozik.